# وانگ نا (شناگر)
وانگ نا (انگلیسی: Wang Na؛ زادهٔ ۲۷ ژانویهٔ ۱۹۸۴) ورزشکار شنای موزون اهل چین است.
وی در مسابقات کشوری و بین‌المللی در مجموع برندهٔ ۱ مدال طلا، ۱ مدال نقره، ۳ مدال برنز شده‌است.